# U-Bahnhof Samariterstraße

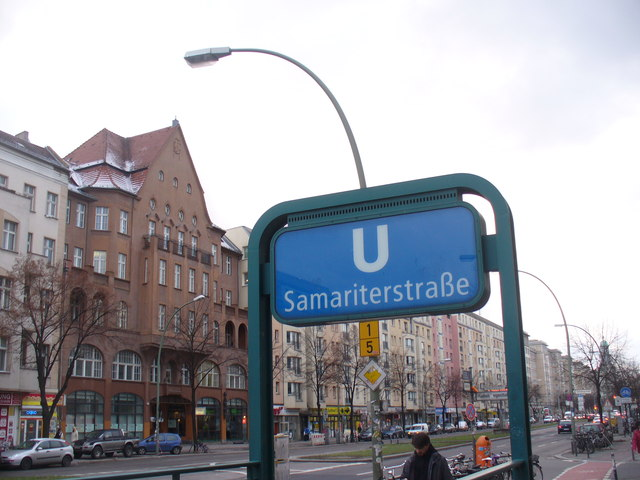
Bahnhofseingang auf der Nordseite der Frankfurter Allee

Der U-Bahnhof Samariterstraße ist eine Station der Berliner U-Bahn-Linie U5. Er befindet sich unterhalb der Frankfurter Allee an der Kreuzung mit der Samariterstraße im Ortsteil Friedrichshain. Die Eröffnung fand zusammen mit der damaligen Linie E am 21. Dezember 1930 statt. Bei der BVG wird er unter dem Kürzel Sa geführt. Da der Bahnhof als letzter der Linie U5 noch fast in seinem Ursprungszustand besteht, steht er heute unter Denkmalschutz.

## Geschichte

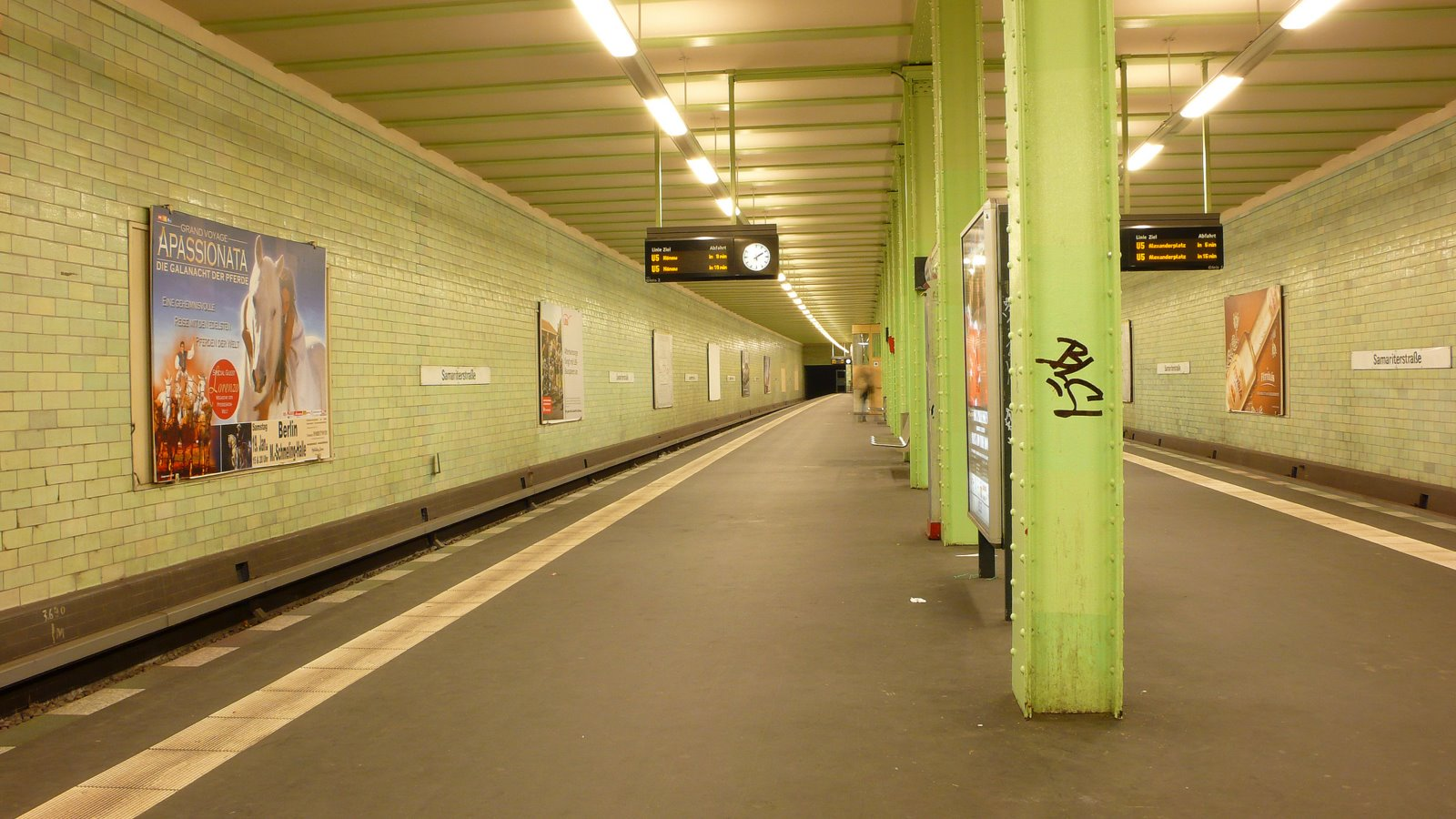
Bahnsteig des U-Bahnhofs Samariterstraße

Der U-Bahnhof entstand zum Ende 1920er Jahre, als das östliche Berlin durch eine eigene U-Bahn-Linie erschlossen wurde. Er wurde am 21. Dezember 1930 eröffnet.
Die Ausschmückung der einzelnen Bahnhöfe der damaligen Linie E erfolgte in einem einheitlichen Stil. Der mit dem Bau der Stationen beauftragte Architekt Alfred Grenander, der bereits zuvor mehrere Berliner U-Bahnhöfe mitgestaltet hatte, entwarf die Bauten im Stil der Moderne. Daher – und aufgrund des engen Kostenrahmens – waren die Bahnhöfe in ihrer Ausführung relativ einfach gehalten und beschränkten sich auf das Wesentliche.
Der Normaltypus der Stationen war der U-Bahnhof Memeler Straße (später: Marchlewskistraße, heute: Weberwiese), der Bahnhof Samariterstraße wurde fast identisch zu diesem gebaut. Er verfügt über je zwei Ausgänge an jedem Bahnsteigende. Der asphaltierte Bahnsteig selbst befindet sich in eineinhalbfacher Tieflage und hat eine einfache mittige, genietete Stützenreihe. Die Breite beträgt neun und die Länge 121 Meter, wobei der Bahnsteig leicht gekrümmt ist. Die Verkleidung erfolgte mit Keramikfliesen im Format 30 cm × 15 cm, jeweils um eine halbe Fliese versetzt. Grenander griff hierbei auf das Prinzip der Kennfarbe zurück, das heißt jeder Bahnhof der Linie verfügt über eine eigene Farbgebung der Fliesen, um sehschwachen Menschen die Orientierung zu erleichtern. Im Falle des Bahnhofs Samariterstraße wurde Grün als Kennfarbe festgelegt. Die Bahnhofsschilder wurden kontrastierend dazu in Schwarz mit weißer Schrift gehalten. Diese entsprachen bis in die 1970er Jahre in der Gestaltung der heute noch auf der Linie U8 zu findenden Schilder – zum Beispiel im U-Bahnhof Jannowitzbrücke. Dazu kamen noch Aufbauten wie Bänke, Papierkörbe oder auch Personenwaagen.
Während des Zweiten Weltkriegs blieb die Station zunächst von alliierten Bombentreffern verschont. Als allerdings Anfang 1945 der Luftkrieg um Berlin intensiviert wurde, musste im Frühjahr der Betrieb eingestellt werden. In der Nacht vom 9. zum 10. April wurde der Bahnhof schließlich von mehreren Bomben getroffen und die Decke auf fast der gesamten Länge aufgerissen. Neben diesem Schaden, der den Bahnhof zum Einsturz hätte bringen können, kamen in den ersten Maitagen 1945 Wassermassen hinzu, die sich bei den Schäden des Nord-Süd-Tunnels der S-Bahn unter dem Landwehrkanal sowie des Tunnels der Linie A unterhalb der Spree über den Bahnhof Alexanderplatz auf die Linie verteilten.
Kurz nach Kriegsende wurde bereits mit dem Abpumpen des Wassers begonnen und der Bahnhof notdürftig wiederhergestellt. Bereits am 16. Juni 1945 konnte wieder ein provisorischer Verkehr mit einem Pendelzug zwischen Petersburger Straße (heute: Frankfurter Tor) und Friedrichsfelde aufgenommen werden. Bis zum 23. Juni wurde der Pendelbetrieb bis Alexanderplatz wieder aufgenommen und, um den Verkehr zu verdichten, im Bahnhof Samariterstraße geteilt. Ein Umlaufbetrieb war erst ab dem 1. Februar 1946 wieder möglich. Bis dahin wurden die größten Schäden am Bahnhof behoben.
Erst 1986 wurde der Bahnhof grundlegend saniert und auch die letzten Kriegsschäden dabei beseitigt. Die Bahnhofsstützen präsentierten sich nun in Ziegelrot, was einen starken Kontrast zu den sonst grünen Fliesen ergab. Ebenso wurden die Stationsschilder gewechselt und gegen schwarz beschriftete auf weißem Untergrund ausgetauscht, die hier noch heute größtenteils vorhanden sind – im Gegensatz zu den anderen Bahnhöfen der Linie U5. Die Werbeflächen, die bis dahin keine weitere Verwendung hatten, wurden dagegen von Friedrichshainer Kindern bunt gestaltet. Nach der politischen Wende wurden die Flächen mit Plakaten überklebt.

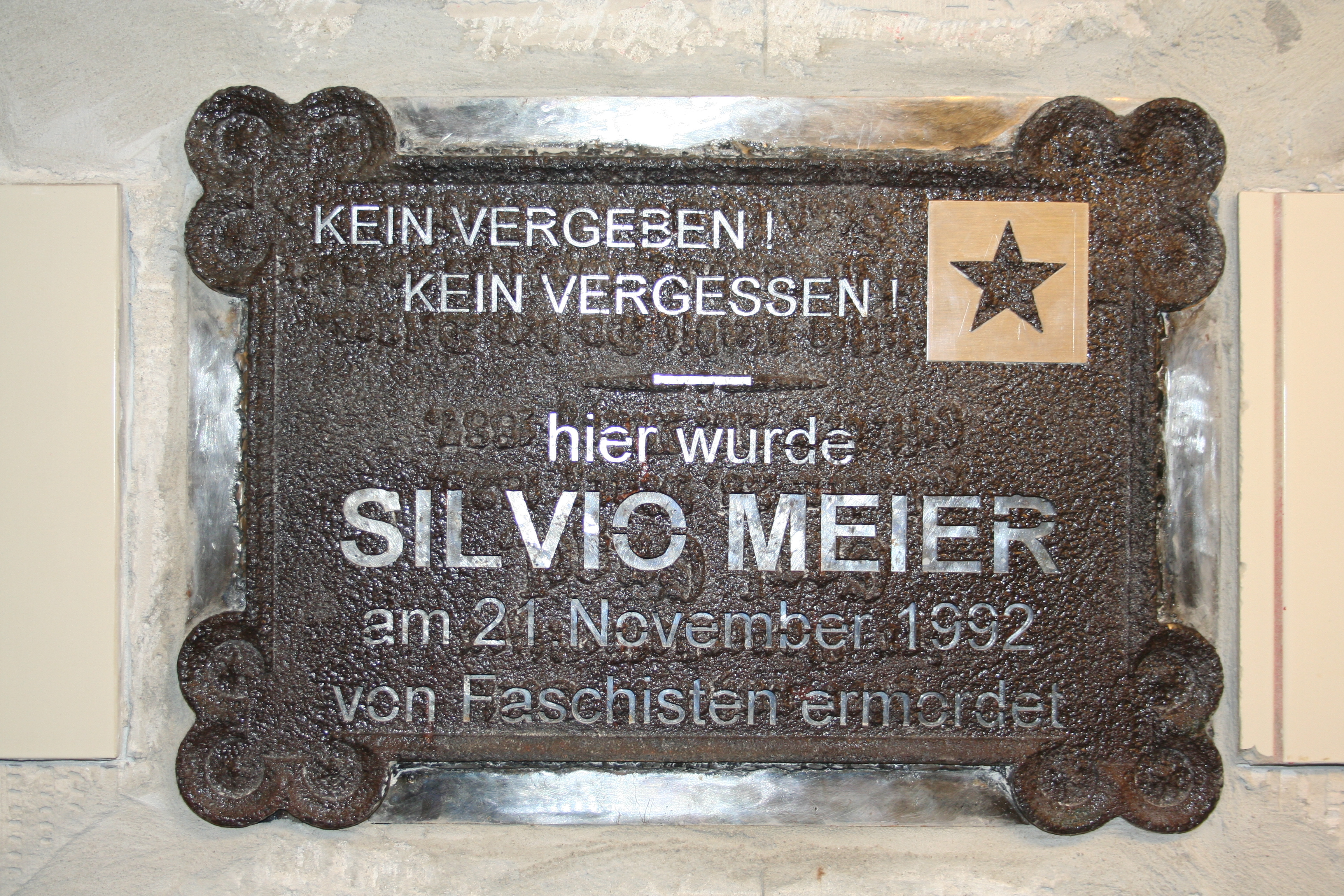
Gedenktafel für Silvio Meier

Im Jahr 1992 erlangte der Bahnhof größere Bekanntheit, als am 21. November der Antifaschist Silvio Meier von mehreren Neonazis in der Vorhalle ermordet wurde. Später wurde an der Stelle eine Gedenktafel angebracht. Sie wurde im Laufe der Zeit mehrmals gestohlen und wieder ersetzt. Seit dem Mord findet jährlich am Todestag eine Mahnwache im U-Bahnhof und eine Demonstration von Antifa-Gruppen statt.
Eine weitere Sanierung entlang der Linie U5 erfolgte 2004. Da der Bahnhof in der Zwischenzeit unter Denkmalschutz gestellt wurde, konnte er nicht wie die anderen Bahnhöfe entlang der Linie komplett neu gestaltet werden, sondern wurde weitestgehend in seinen Ursprungszustand zurückversetzt. Im Wesentlichen beschränkte sich dies auf Ausbesserungen entlang der Fassade, den Neubau des Asphaltbodens und die Umlackierung der Stützenreihe in ihr ursprüngliches Grün. Als letzter Bahnhof der U5 sind hier noch größtenteils originale Fliesen von 1930 zu finden. Die Ausgangsbereiche sowie die Lampen der Bahnhofshalle wurden nicht denkmalgerecht umgestaltet. Ende 2004 wurden die Arbeiten abgeschlossen. 2016 wurde der Grünton der Säulen nochmals angepasst.
Im Mai 2012 wurde ein Aufzug in Betrieb genommen, dieser verbindet den Bahnsteig mit der Mittelinsel der Frankfurter Allee. Somit ist der U-Bahnhof barrierefrei erreichbar. Die Kosten betrugen rund 760.000 Euro.

## Anbindung
Am U-Bahnhof bestehen Umsteigemöglichkeiten von der Linie U5 zur Omnibus-Nachtlinie N5.
| Linie | Verlauf |
| ----- | --- |
|       | Hauptbahnhof – Bundestag – Brandenburger Tor – Unter den Linden – Museumsinsel – Rotes Rathaus – Alexanderplatz – Schillingstraße – Strausberger Platz – Weberwiese – Frankfurter Tor – Samariterstraße – Frankfurter Allee – Magdalenenstraße – Lichtenberg – Friedrichsfelde – Tierpark – Biesdorf-Süd – Elsterwerdaer Platz – Wuhletal – Kaulsdorf-Nord – Kienberg (Gärten der Welt) – Cottbusser Platz – Hellersdorf – Louis-Lewin-Straße – Hönow |